# 立山連峰
立山連峰（日语：／）是日本飛驒山脈（北阿爾卑斯）北部、中部山岳國立公園內壯大的群峰、連峰群。位於黑部川西側，與東側的後立山連峰對望。北起富山縣僧岳，經富山縣與岐阜縣縣界的北之俣岳、黑部五郎岳，至三俣蓮華岳接槍岳、穗高連峰主稜線。

## 概要
立山連峰在古時被稱作立山七十二峰八千八谷，是立山信仰的對象。可再細分成越中駒岳系、劍岳（不動明王）系、大日岳系、立山三山（たてやまさんざん）系、藥師岳系、三俣蓮華岳系等山系。古時也稱多知夜麻或太刀之峯。富山平原見到的北阿爾卑斯大部分都是立山連峰。
結合立山信仰，以後立山連峰為光背的立山連峰整體被視為神殿及曼荼羅、須彌山。淨土山、雄山、別山三座合稱立山三山（たてやまさんざん），被譬喻為三世諸佛。而主峰雄山、大汝山、富士折立合稱立山本峰（たてやまほんみね）。由於靈山信仰，立山在過去成為庶民登拜的對象。
劍岳過去被認為不適宜攀登。立山曼荼羅也以針之山、地獄之山形容，僅能從別山的遙拜所仰望。1907年（明治40年），柴崎芳太郎等人組成的測量團隊成功登頂。其過程被新田次郎寫成小說劍岳 點之記。
立山火山有地獄谷的火山氣體噴出口，立山破火山口，彌陀原、大日平、五色原等熔岩台地，室堂的御廚池等爆裂火口，展現多樣的火山地形。立山本峰與劍岳現存有小型冰河，立山山崎圈谷、藥師岳圈谷群等是過去冰期大規模冰河遺留的地形。
雖然地圖等常將雄山與大汝山寫作立山，但其實沒有稱作立山的單獨山峰。
相反地，人們也常誤以為僅有劍岳系及立山三山系周邊山群才是立山連峰。

## 自然
立山連峰有著熔岩台地演變的濕原、永久凍土、周冰河地形等多樣生態系，是高山植物的寶庫。高山林木線原先在2400公尺左右，但受到季風影響使得界線降低。特別是藥師岳以南的山體有著發達廣大的山頂草原。
室堂平是本州最早出現紅葉的區域之一。9月下旬就有珍車植物等轉紅。

## 主要山岳
| 圖片         | 名稱       | 標高 (m) | 三角點等級 | 立山的 距離 (km) | 備註                                          |
| ------------ | ---------- | -------- | ---------- | ---------------- | --------------------------------------------- |
|              | 僧岳       | 1,855    | 二等       | 21.2             |                                               |
|              | 毛勝山     | 2,414    | 二等       | 14.1             | 日本二百名山                                  |
|              | 釜谷山     | 2,415    |            | 13               | 毛勝三山最高峰                                |
|              | 貓又山     | 2,378    | 三等       | 12               |                                               |
|              | 劍岳       | 2,999    |            | 5.3              | 日本百名山 有冰河 2,997 m（三等三角點）       |
|              | 大日岳     | 2,501    |            | 6.8              | 2,498 m（二等三角點）                         |
|              | 奥大日岳   | 2,611    |            | 4.3              | 日本二百名山 2,606 m（三等三角點）            |
|              | 別山       | 2,880    |            | 2.4              |                                               |
|              | 立山       | 3,015    |            | 0                | 日本百名山 有冰河 2,992 m（一等三角點・雄山） |
|              | 淨土山     | 2,831    |            | 1.7              |                                               |
|              | 鳶山       | 2,616    |            | 5.5              | 五色原                                        |
|              | 越中澤岳   | 2,591    | 二等       | 7.5              |                                               |
|              | 藥師岳     | 2,926    | 二等       | 13.7             | 日本百名山                                    |
|              | 太郎山     | 2,373    | 三等       | 17.2             |                                               |
|              | 北之俣岳   | 2,662    |            | 19.7             | 2,661 m（三等三角點）                         |
|              | 黑部五郎岳 | 2,840    | 三等       | 21.6             | 日本百名山                                    |
| 支稜線的山岳 |            |          |            |                  |                                               |
|              | 鍬崎山     | 2,090    | 二等       | 13.3             | 日本三百名山                                  |
|              | 大品山     | 1,404    | 三等       | 14.8             |                                               |
|              | 東笠山     | 1,687    | 二等       | 17.0             | 廣闊的山頂草原                                |

## 風景

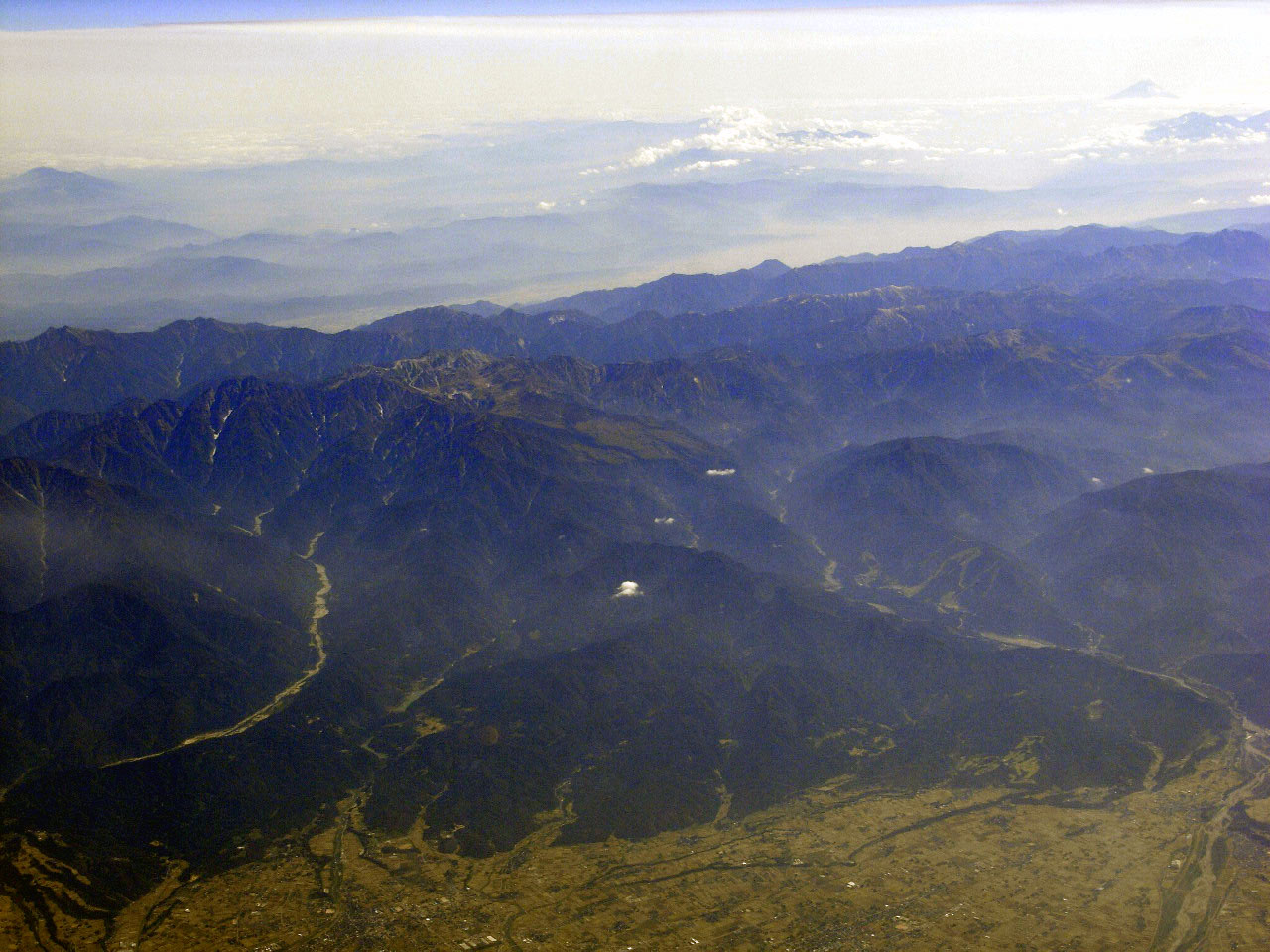
富山平原眺望立山連峰
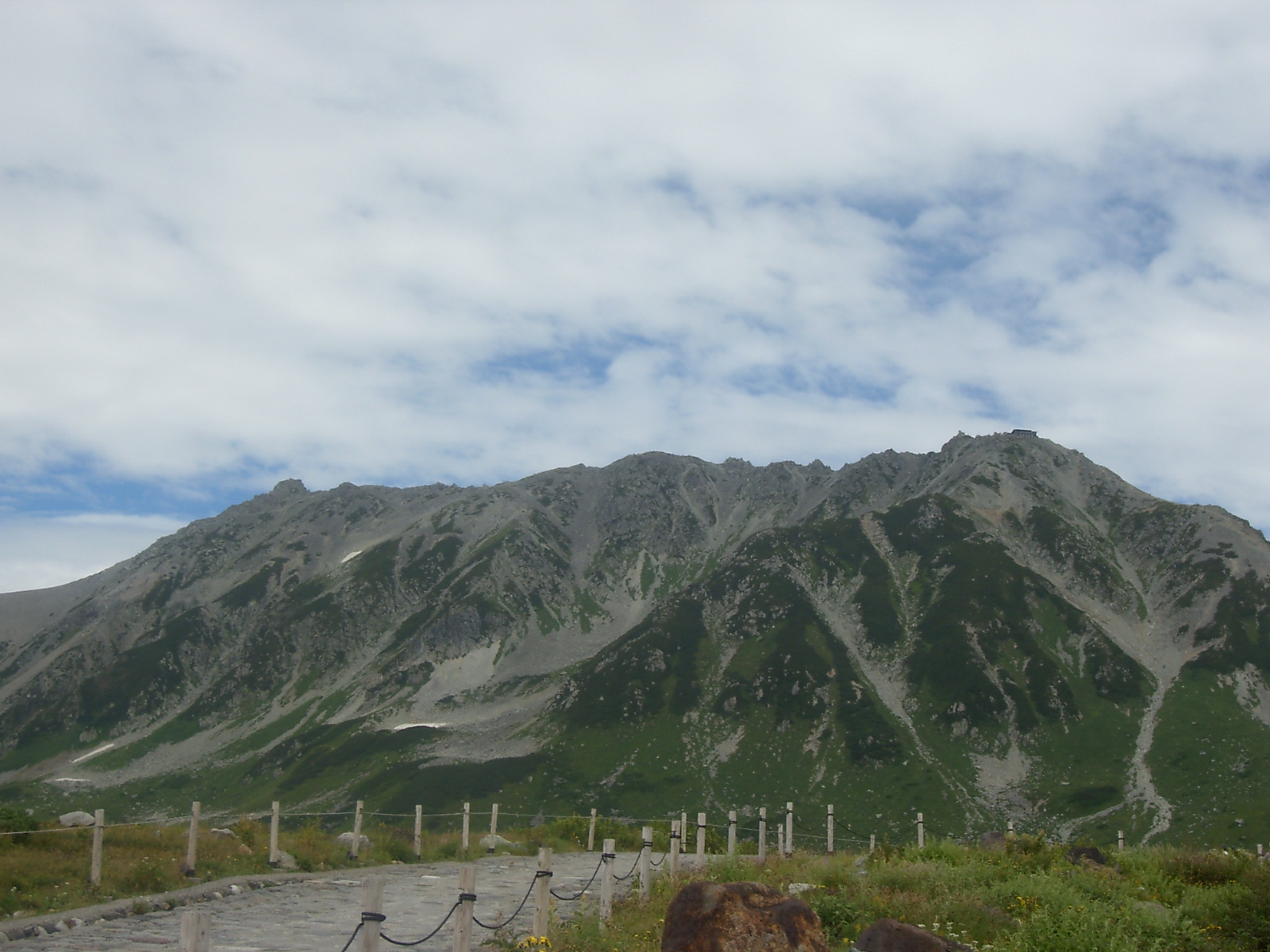
室堂眺望立山
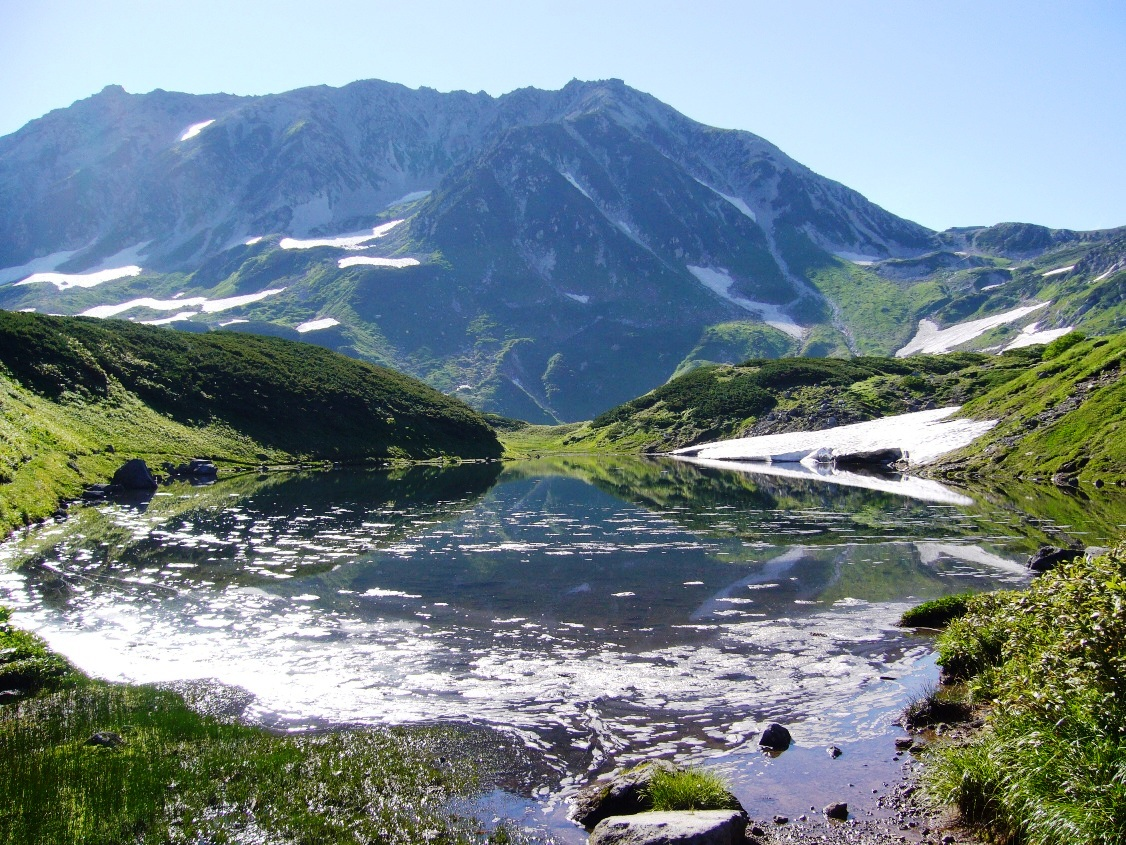
室堂的綠池（日语：ミドリガ池）
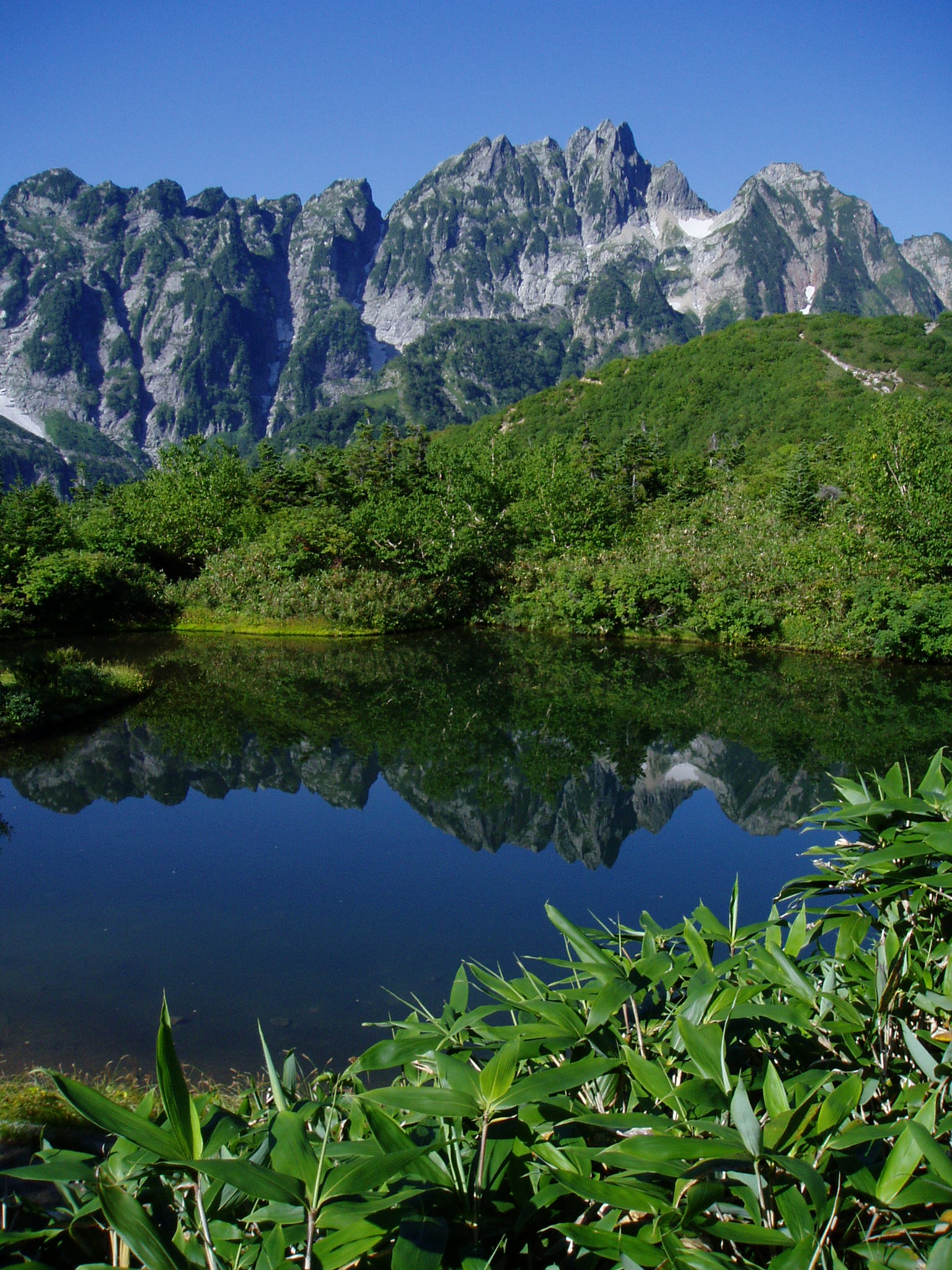
仙人池（日语：仙人池）眺望劍岳八峰岩場
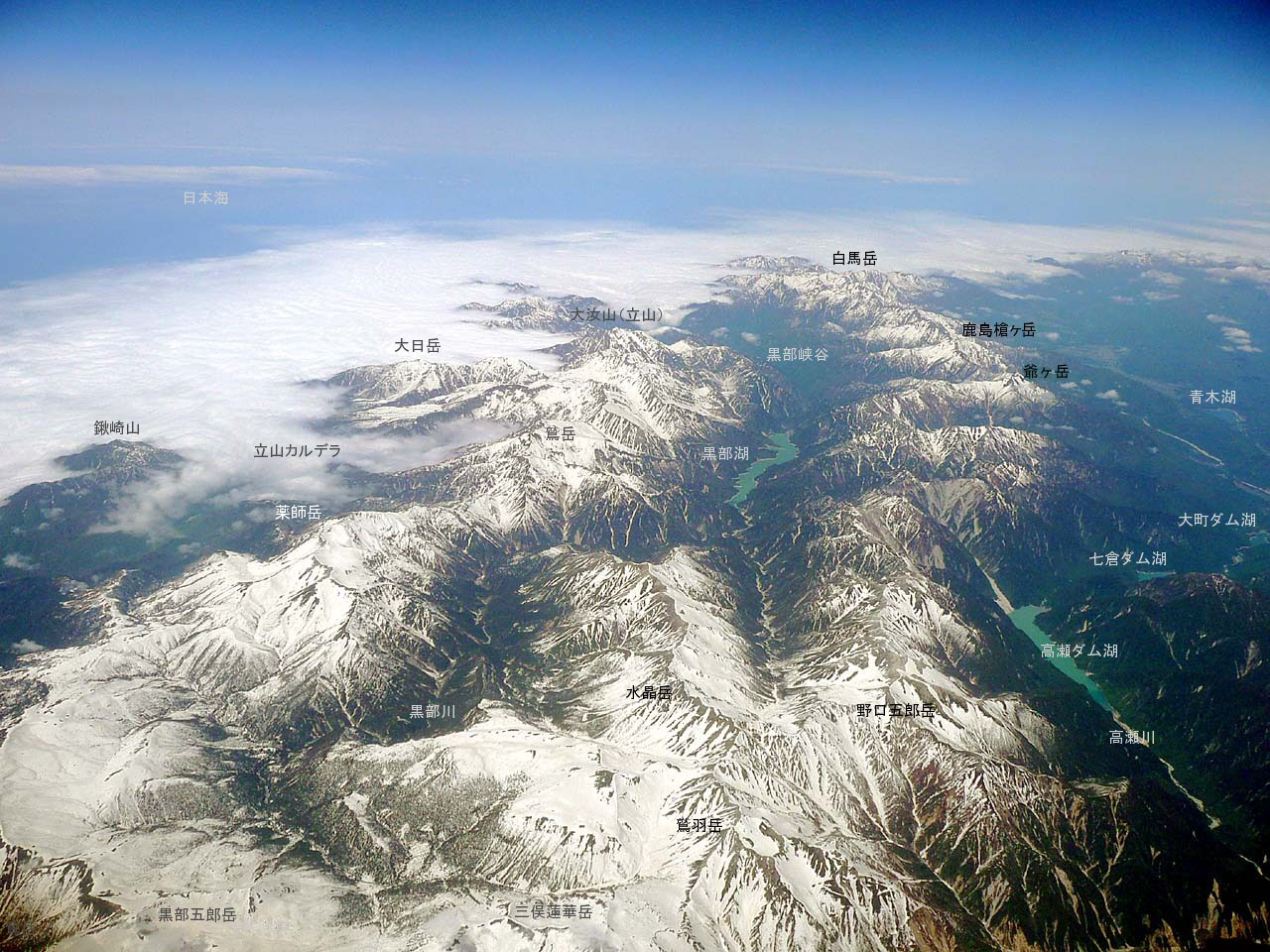
空拍黑部川源流部、立山連峰、後立山連峰
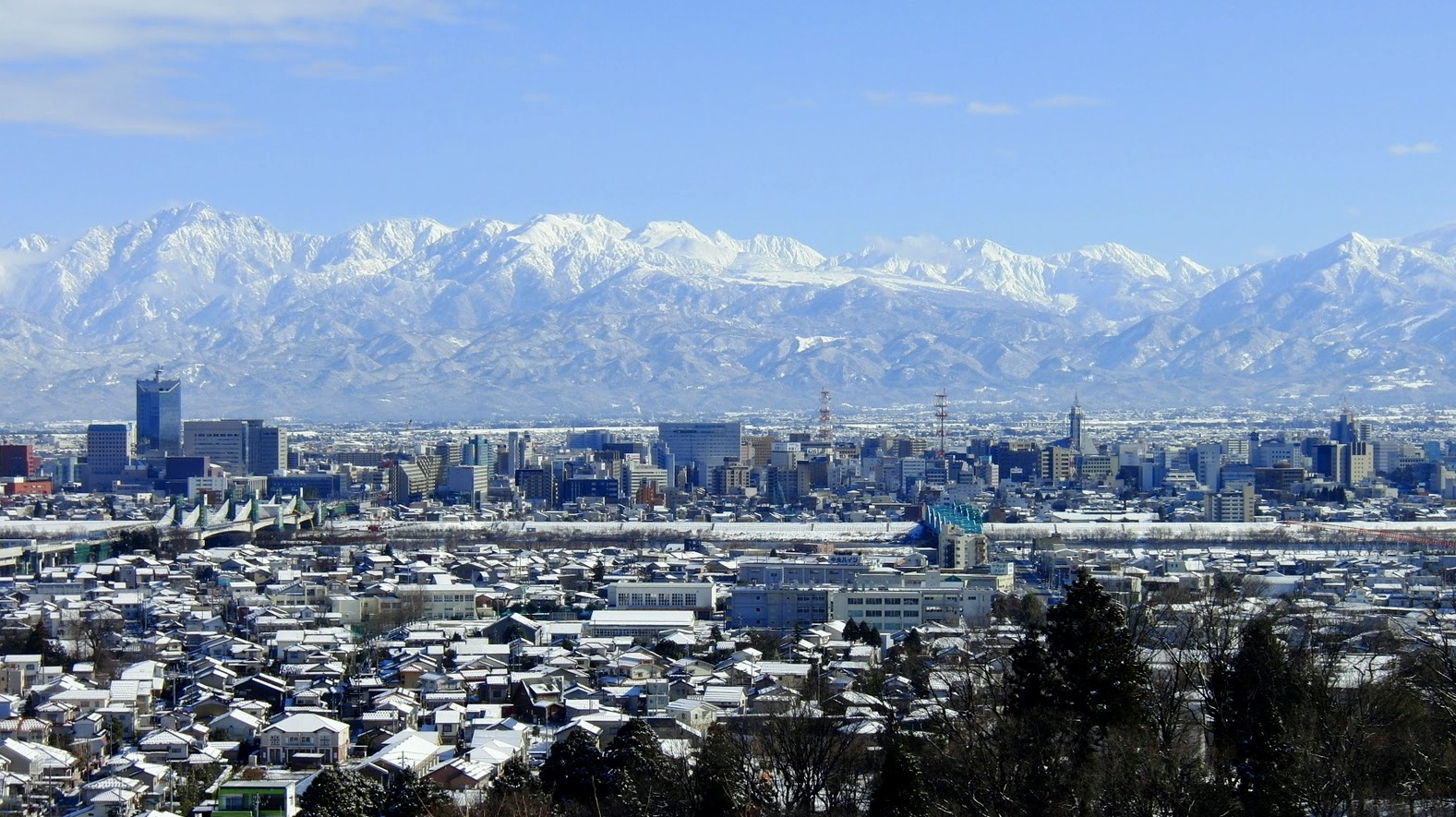
吳羽丘陵（日语：呉羽丘陵）眺望冬季的立山連峰

## 設計

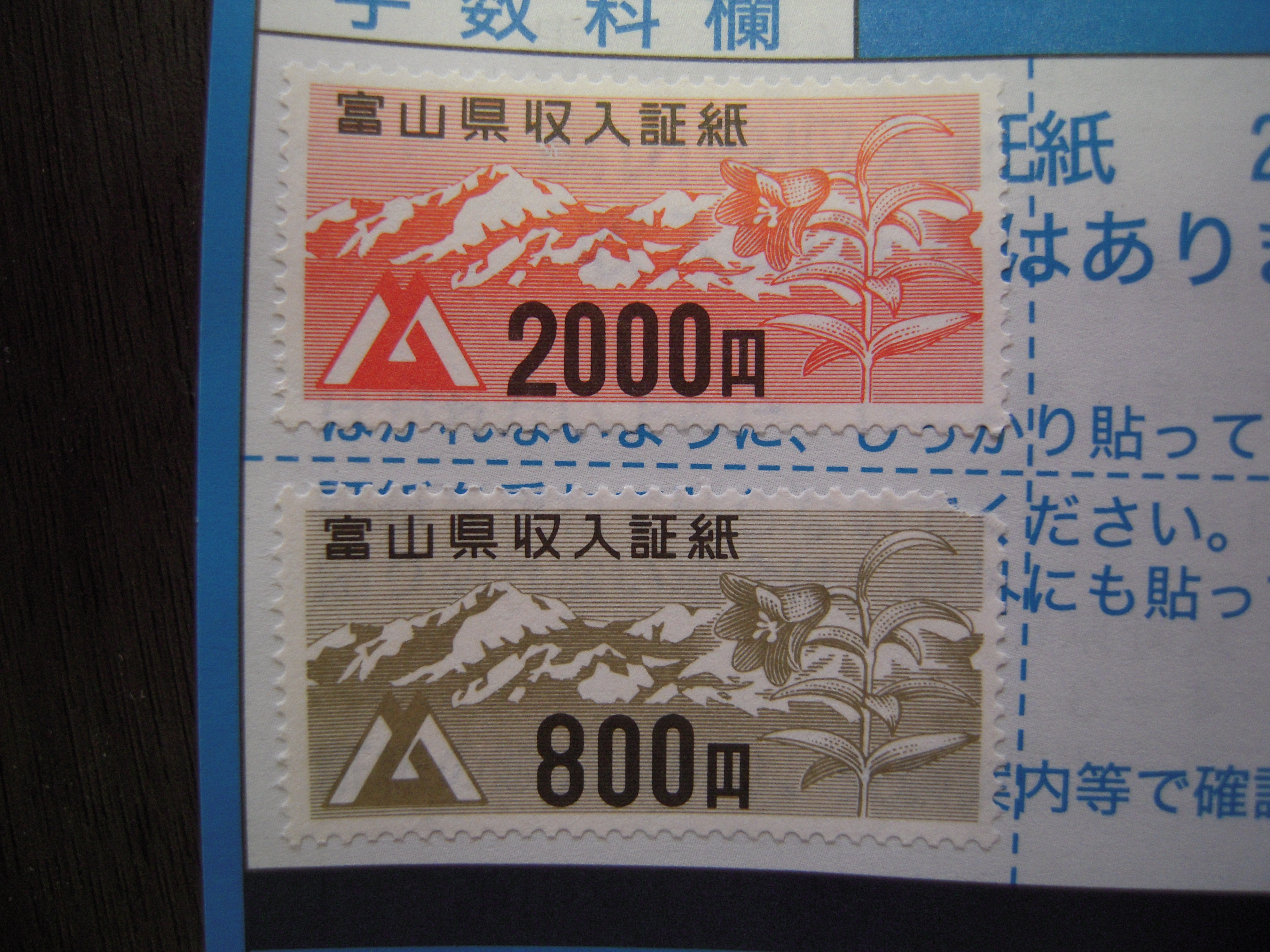
富山縣收入證紙

富山縣收入證紙與富山縣地方車牌使用的立山連峰的圖繪。

## 相關書籍
- 『ヤマケイ アルペンガイド8 剣・立山連峰』山と渓谷社、ISBN 978-4-635-01352-9
- 『改訂版 富山県の山』山と渓谷社、ISBN 978-4-635-02367-2
- 『剱・立山 2010年版（山と高原地図 36）』昭文社、ISBN 978-4-398-75716-6